# Pauline Alexandra Pfeif
Pauline Alexandra Pfeif (* 7. Mai 2002) ist eine deutsche Wasserspringerin. Sie gewann im Juli 2025 bei der Weltmeisterschaft in Singapur Silber vom 10-Meter-Turm.

## Sportliche Karriere
Pauline Pfeif belegte bei den Weltmeisterschaften 2022 in Budapest den 16. Platz im Halbfinale vom Turm. Zwei Monate später bei den Europameisterschaften in Rom erreichte sie den vierten Platz mit zehn Punkten Rückstand auf ihre drittplatzierte Landsfrau Christina Wassen. 2023 bei den Weltmeisterschaften in Fukuoka trat sie zusammen mit Alexander Lube im Mixed-Synchronspringen vom Turm an und belegte den zehnten Rang. 2024 ersprang sie vom Turm den zehnten Platz bei den Weltmeisterschaften in Doha. Ein halbes Jahr später schied Pfeif bei den Olympischen Spielen in Paris als 21. der Qualifikation aus.
2025 gewann sie im Mai bei den Europameisterschaften in Antalya zwei Silbermedaillen im Einzel vom 10-Meter-Turm und mit der Mannschaft und zwei Bronzemedaillen in den Synchronwettbewerben Frauen und Mixed vom 10-Meter-Turm. Bei den Weltmeisterschaften im Juli in Singapur gehörte sie zur Mannschaft, die den achten Platz erreichte. Darüber hinaus gewann Pauline Pfeif Silber im Einzel vom 10-Meter-Turm.